# Phyllodytes auratus
Phyllodytes auratus és una espècie de granota endèmica de l'illa de Trinitat a la república de Trinitat i Tobago.
Està amenaçada d'extinció per la pèrdua del seu hàbitat natural.